# Terrell Stapp
Terrell Stapp né le 27 octobre 1910 et mort le 8 mai 2008 est un artiste de layout et directeur artistique américain. Il est principalement connu pour son travail au sein de studios Disney.

## Filmographie
- 1935 : La Fanfare, layout
- 1937 : Cabaret de nuit, layout
- 1937 : Le Vieux Moulin, layout
- 1937 : Blanche-Neige et les Sept Nains, directeur artistique
- 1940 : Pinocchio, directeur artistique
- 1940 : Fantasia, segment Nuit sur le Mont Chauve, directeur artistique
- 1941 : Dumbo, directeur artistique
- 1959 : Matty's Funday Funnies (série télé), layout

Les éléments avant Blanche-Neige sont issus de Russel Merritt & J.B. Kaufman, Walt Disney's Silly Symphonies